# División von Broich/von Manteuffel
La División von Broich fue una división de infantería provisional alemana activa en 1942-1943 en el norte de África. Fue creado en noviembre de 1942 y lleva el nombre de su notable comandante Friedrich von Broich. En febrero de 1943, la división pasó a llamarse División von Manteuffel en honor a su nuevo comandante, el generalmajor Hasso von Manteuffel. A pesar de su naturaleza improvisada, la unidad demostró ser una fuerza capaz, participando en numerosas acciones hasta que se vio obligada a capitular con el resto del Grupo de Ejércitos África en mayo de 1943.

## Historial de servicio
La campaña alemana en Túnez se produjo en respuesta a los desembarcos aliados en el norte de África que tuvieron lugar el 8 de noviembre de 1942 y tenía como objetivo proteger las líneas de comunicación del Eje. La unidad fue creada el 15 de noviembre de 1942 cambiando el nombre de Schützen-Brigade von Broich (Brigada de Fusileros), una unidad provisional formada a partir del Ortskommandeur II/960 el 10 de noviembre. La unidad fue diseñada específicamente para comandar y controlar una variedad de unidades enviadas por los alemanes para defender las cabezas de puente de Bizerta y de Túnez en Túnez.
Aunque nunca se le dio una estructura organizativa formal, rápidamente se organizó siguiendo las líneas de una división de infantería estándar, pero compuesta por una variedad de unidades alemanas Fallschirmjäger (paracaidistas), Batallones de Campaña de Túnez y batallones de Reemplazo de África, así como un regimiento italiano de Bersaglieri. Prácticamente toda su artillería y logística tuvo que improvisarse utilizando una variedad de equipos alemanes, italianos y aliados capturados. Aunque era una fuerza improvisada en todos los aspectos, rápidamente demostró ser una fuerza capaz, especialmente en manos de sus comandantes altamente talentosos, logrando impresionantes victorias defensivas alemanas en Mateur, Djedejda, Medjez el Bab y Sedjnane en noviembre y diciembre de 1942.
El 7 de febrero de 1943, la división pasó a llamarse División von Manteuffel en honor a su nuevo comandante, el generalmajor Hasso von Manteuffel, sucediendo al generalmajor von Broich, que había partido para tomar el mando de la 10.ª División Panzer. A medida que avanzaba la campaña defensiva alemana en Túnez en 1943, la división experimentó varias reorganizaciones diseñadas para transformarla en una división de infantería convencional, y dos regimientos recibieron designaciones numéricas formales.
En la última batalla de la campaña, el Grupo Manteuffel fue ignorado cuando los aliados atravesaron el frente norte en la colina 609, y se vio obligado a capitular porque se quedó sin combustible y municiones cerca de Bizerta el 9 de mayo de 1943.

## Rendimiento
Durante la mayor parte de su breve servicio, defendió el sector norte del Frente Tunecino, abarcando la costa norte de Túnez hasta el sur hasta la ciudad de Pont du Fahs. Uno de sus regimientos, el Fallschirmjäger Regiment Barenthin, fue llamado "quizás las mejores tropas alemanas en África" nada menos que por el general Harold Alexander, comandante del 18.º Grupo de Ejércitos Aliado.

## Comandantes
- Generalmajor Friedrich Freiherr von Broich (15 de noviembre de 1942 - 5 de febrero de 1943)[3]
- Generalmajor Hasso von Manteuffel (7 de febrero de 1943 - 31 de marzo de 1943)
- Generalleutnant Karl Bülowius (31 de marzo - 9 de mayo de 1943)[4]

## Jefes de Estado Mayor
- Ia - Hauptmann Prahst, Major Ulrich Boes
- Ib - Hauptmann Rudolf Beck
- Ic - Leutnant Habedank, Oberleutnant Ernst Sont
- IIa - Hauptmann Selig, Hauptmann Gustav Felix
- IIb - Leutnant Felix Monka
- 01 - Oberleutnant Ernst Sont, Leutnant Walter Schwaegermann
- O2 - Oberleutnant Karl Schleiermacher
- IVa - Stabsintendant Gerhardt Pischottka
- IVb - Oberfeldartzt Hermann Dr. Gottesbueren
- Vk - Major (Ing) Hermann Schmidt
- WuG - Oberleutnant Guenther Schreiber
- Nachr.Offz - Oberleutnant Herbert Funk[5]

## Orden de batalla

### 30 de enero de 1943
- Regimiento de Fallschirmjäger (motorizado) "Barenthin" (Luftwaffe)
- Batallón de Campaña de Túnez T3
- 4.ª y 12.ª Baterías, 2.º Regimiento de Artillería (motorizada)
- 4.ª Batería, 190.º Regimiento de Artillería
- 605.º Batallón Panzerjäger (antitanques)
- Compañía de reconocimiento
- 11.º Batallón de Fallschirmjäger Pionier (motorizado) (Luftwaffe)
- 190.º Pelotón de Comunicaciones Panzer (motorizado)
- 10.º Regimiento de Bersaglieri (italiano)
- 215.º Pelotón de mantenimiento (motorizado)[6]

### 18 de marzo de 1943
- Regimiento de Fallschirmjäger (motorizado) "Barenthin" (Luftwaffe)
- Batallón de Campaña de Túnez T3
- Batallón de Reemplazo de África A30
- 4.º Batallón, 2.º Regimiento de Artillería (motorizado)
- Grupo de Batalla Antiaéreo (Luftwaffe)
- 11.º Batallón de Fallschirmjäger Pionier (motorizado) (Luftwaffe)
- 190.º Pelotón de Comunicaciones Panzer (motorizado)
- 10.º Regimiento de Bersaglieri (italiano)
- Batallón de Transporte "Weber"
- 215.ª Compañía de Mantenimiento (motorizada)
- Compañía médica (motorizada) "Burgass"[6]

### 23 de marzo de 1943
- Regimiento de Fallschirmjäger (motorizado) "Barenthin" (Luftwaffe) con:
  - I - III Batallones

- 160.º Regimiento Panzergrenadier (también conocido como Kampfgruppe Ballerstedt) con:
  - Batallón de Campaña de Túnez T3
  - Batallón de Campaña de Túnez T4
  - Batallón de Reemplazo de África A30

- 10.º Regimiento de Bersaglieri (italiano) con:
  - XVI Batallón de Bersaglieri
  - XXXIV Batallón de Bersaglieri
  - LXIII Batallón de Bersaglieri

- IV Batallón, Regimiento de Artillería (motorizado) 2 con:
  - 10.ª Batería, 2.º Regimiento de Artillería
  - 11.ª Batería, 2.º Regimiento de Artillería
  - 12.ª Batería, 2.º Regimiento de Artillería
  - 4.ª Batería, 190.º Regimiento de Artillería

- Batallón de Fallschirmjäger Pionier (motorizado) (Luftwaffe)
- Grupo de Batalla Antiaéreo (Luftwaffe)
- 190.º Pelotón de Comunicaciones Panzer (motorizado)
- Compañía Médica "Burgas"
- Columna de camiones pesados "Weber"
- 215.º Pelotón de Mantenimiento (motorizado)[6]